# Rikken Kaishintō
Die Rikken Kaishintō (立憲改進党, vor der Schriftreform 立憲改進黨, kurz Kaishintō; dt. etwa „Konstitutionelle Reformpartei“; englisch Constitutional Reform Party, auch Constitutional Progressive Party) war eine politische Partei im Japanischen Kaiserreich in der Meiji-Zeit.

## Geschichte
Die Konstitutionelle Reformerpartei wurde am 16. April 1882 von Ōkuma Shigenobu mit Unterstützung von Yano Ryūsuke, Inukai Tsuyoshi und Ozaki Yukio gegründet. Die Partei wurde von der Mitsubishi Zaibatsu finanziell unterstützt und erhielt starke Unterstützung von der japanischen Presse sowie städtischen Intellektuellen.
Die Konstitutionelle Reformerpartei verfolgte einen moderaten Ansatz und forderte eine konstitutionelle Monarchie nach britischen Stil im Rahmen einer parlamentarischen Demokratie. In einer Rede, die Ōkuma bei der Einweihung der Partei hielt, betonte er die symbolische Rolle des Monarchen in der von ihm angestrebten Art von Regierung. Er argumentierte auch, dass diejenigen Extremisten, die sich dafür einsetzten, dass der Kaiser direkt an der politischen Entscheidungsfindung beteiligt war, in Wirklichkeit die Existenz der kaiserlichen Institution gefährden würden.
Bei der ersten Repräsentantenhauswahl 1890 gewann die Partei 41 Sitze im Repräsentantenhaus, dem Unterhaus des japanischen Reichstags, und wurde damit zur drittgrößten Partei.
Danach führte die Konstitutionelle Reformerpartei eine zunehmend nationalistische Außenpolitik ein und fusionierte im März 1896 mit mehreren kleineren nationalistischen Parteien zur Fortschrittspartei.